# Province de l'Est (Sierra Leone)
Pour les articles homonymes, voir Province de l'Est.
La province de l'Est est l'une des 5 grandes subdivisions de Sierra Leone. La capitale de la province se situe à Kenema.

## Géographie

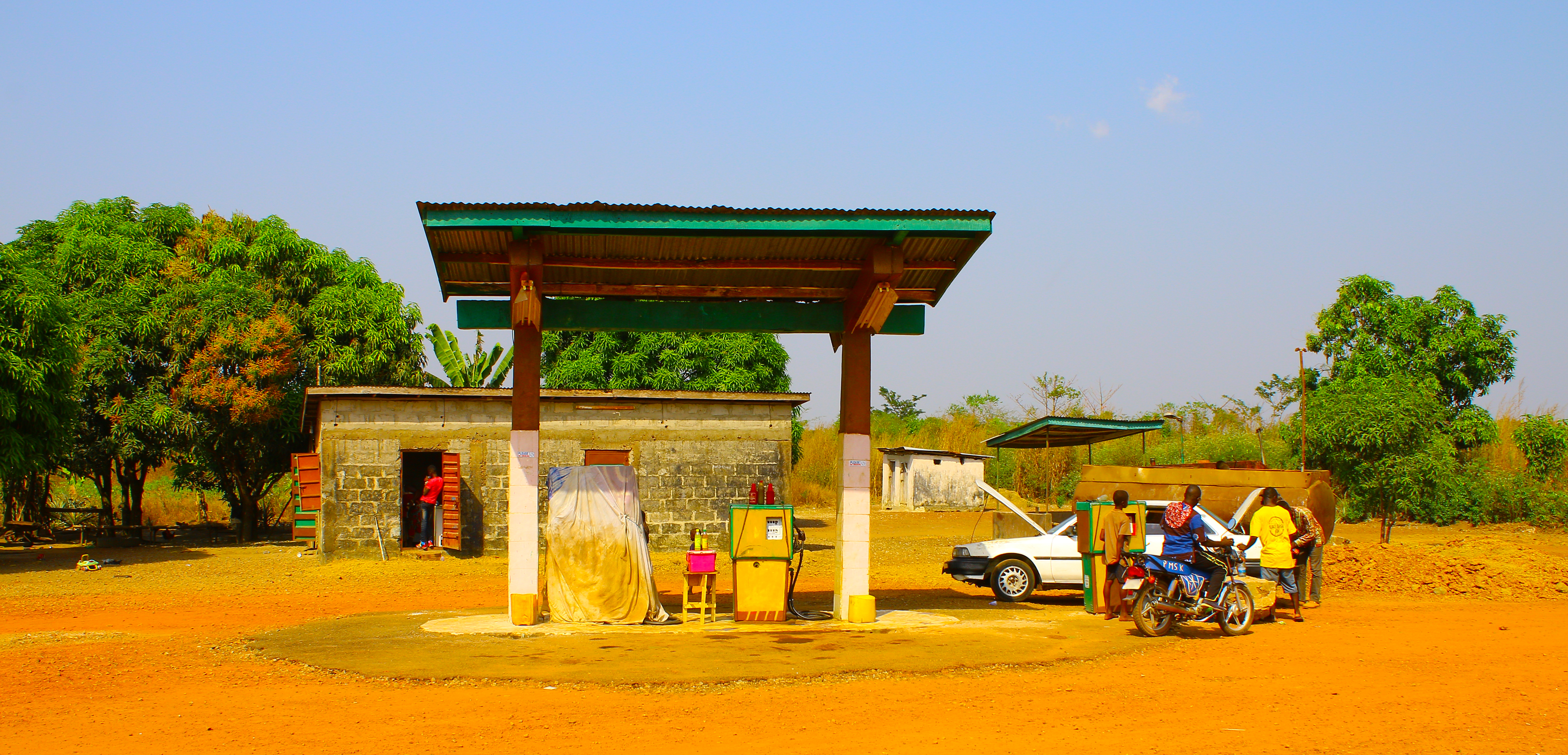
Pompe à essence manuelle sur la route entre Bo et Kenema.

À l'est, la province est frontalière de deux pays: le Liberia et la Guinée.

## Districts
La province est composée de 3 districts:
- District de Kailahun
- District de Kenema
- District de Kono